# Emre Batur
Emre Batur (ur. 21 kwietnia 1988 w Tokat) – turecki siatkarz, reprezentant kraju, grający na pozycji środkowego i przyjmującego. 

## Sukcesy klubowe
Mistrzostwo Turcji:
- 2008, 2010, 2011, 2012, 2014, 2016, 2017, 2018, 2019
- 2006, 2009, 2013, 2015, 2021
- 2007, 2022[2]

Puchar Turcji:
- 2008, 2012, 2013, 2014, 2015, 2018, 2019

Superpuchar Turcji:
- 2011, 2013, 2014, 2015, 2020

Puchar CEV:
- 2013

Liga Mistrzów:
- 2014

## Sukcesy reprezentacyjne
Liga Europejska:
- 2012
- 2008, 2010

## Nagrody indywidualne
- 2012: MVP Ligi Europejskiej[3]
- 2014: Najlepszy zagrywający Final Four Ligi Mistrzów